# Rumex acetosa

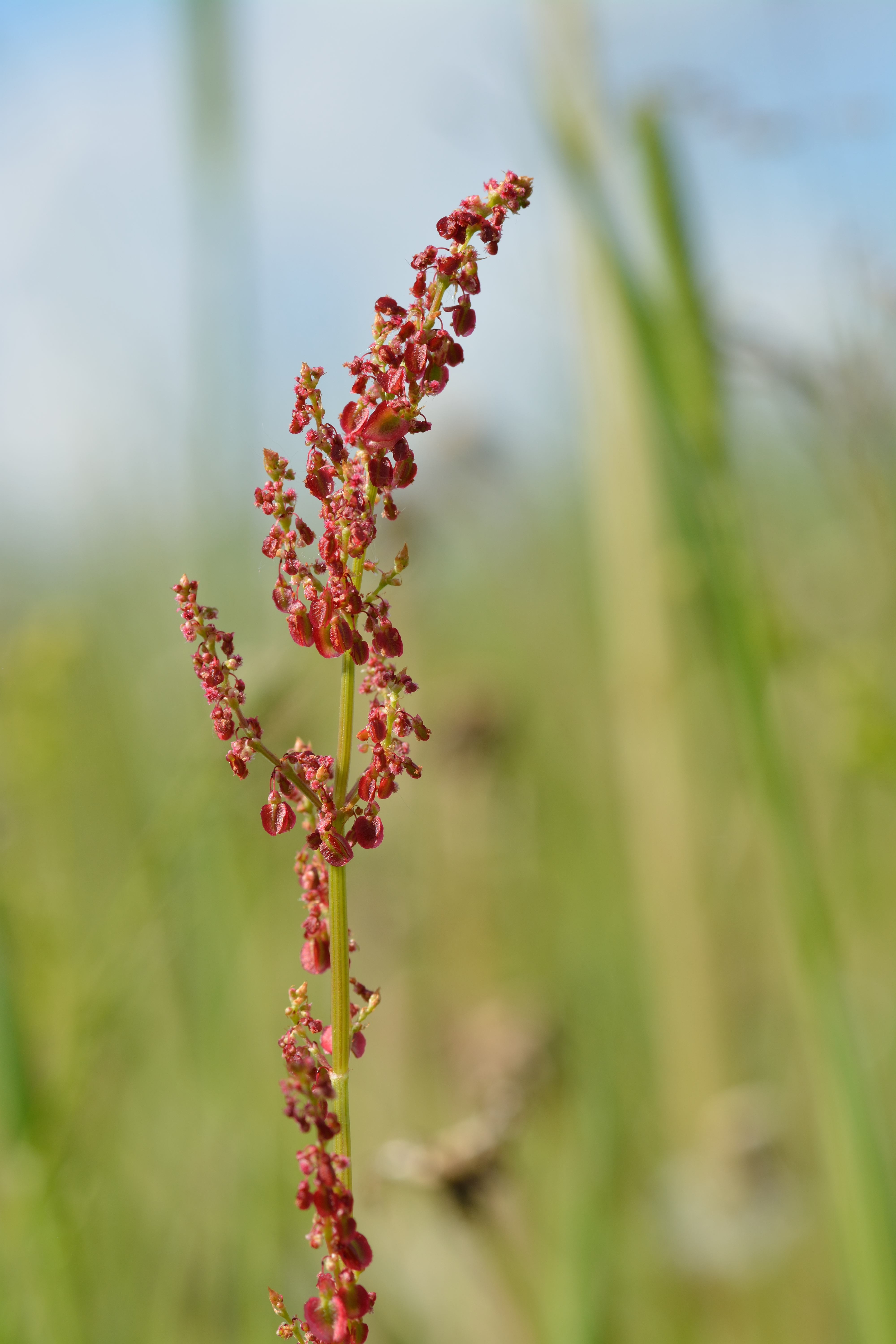
Inflorescencia

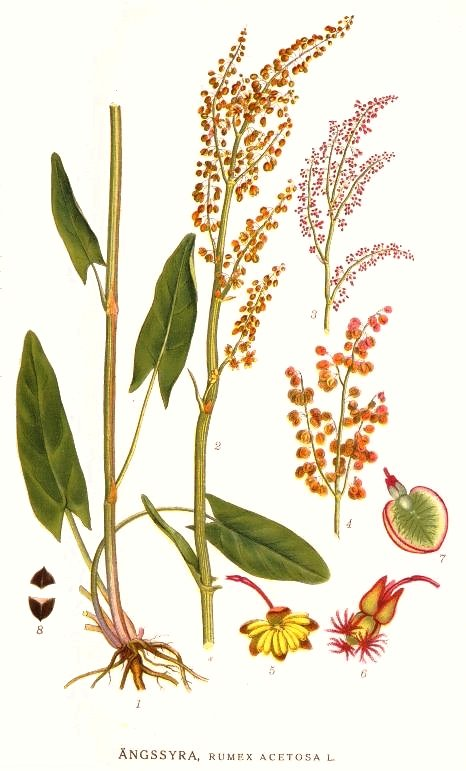
Ilustración

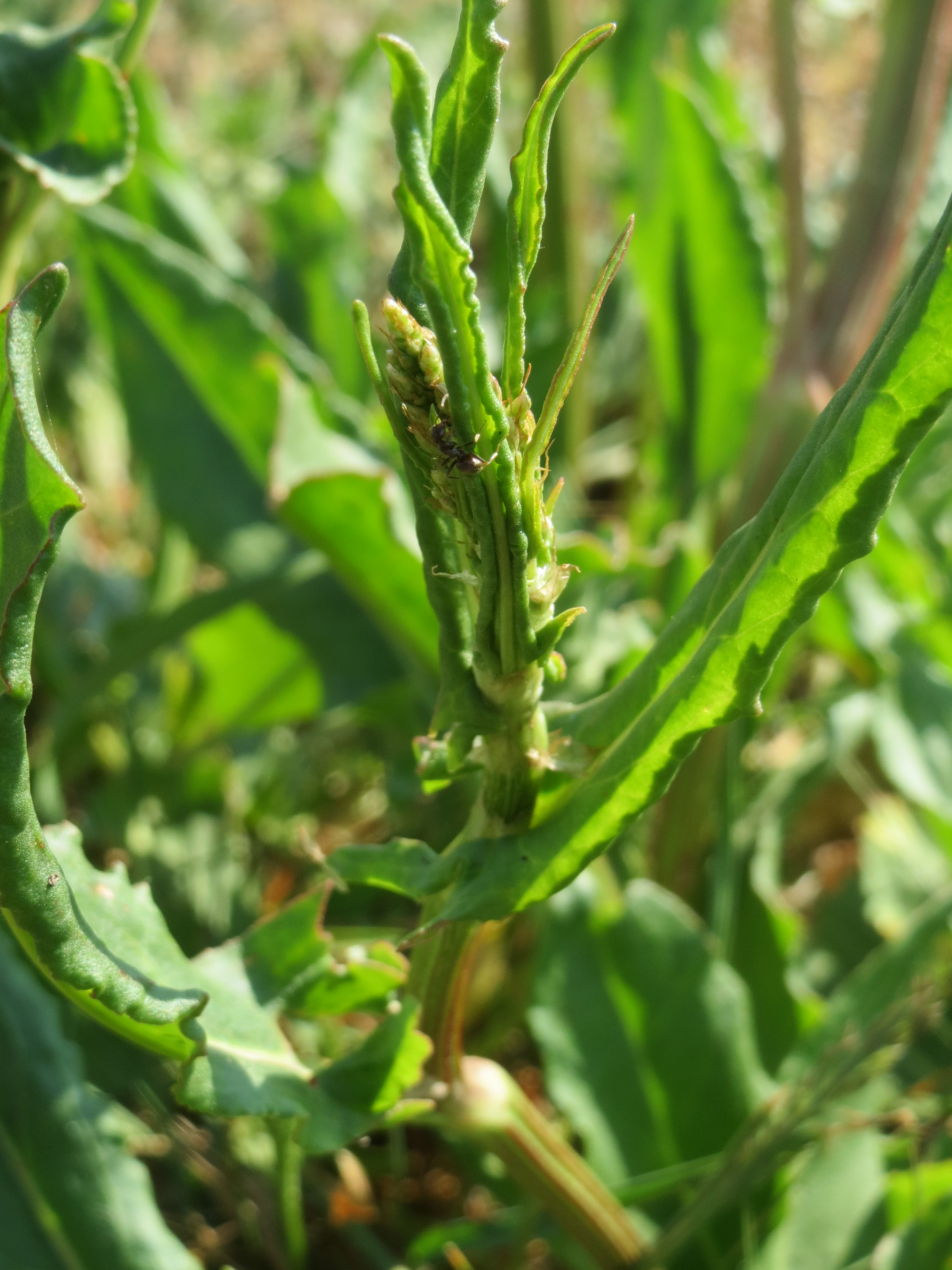
Vista de la planta

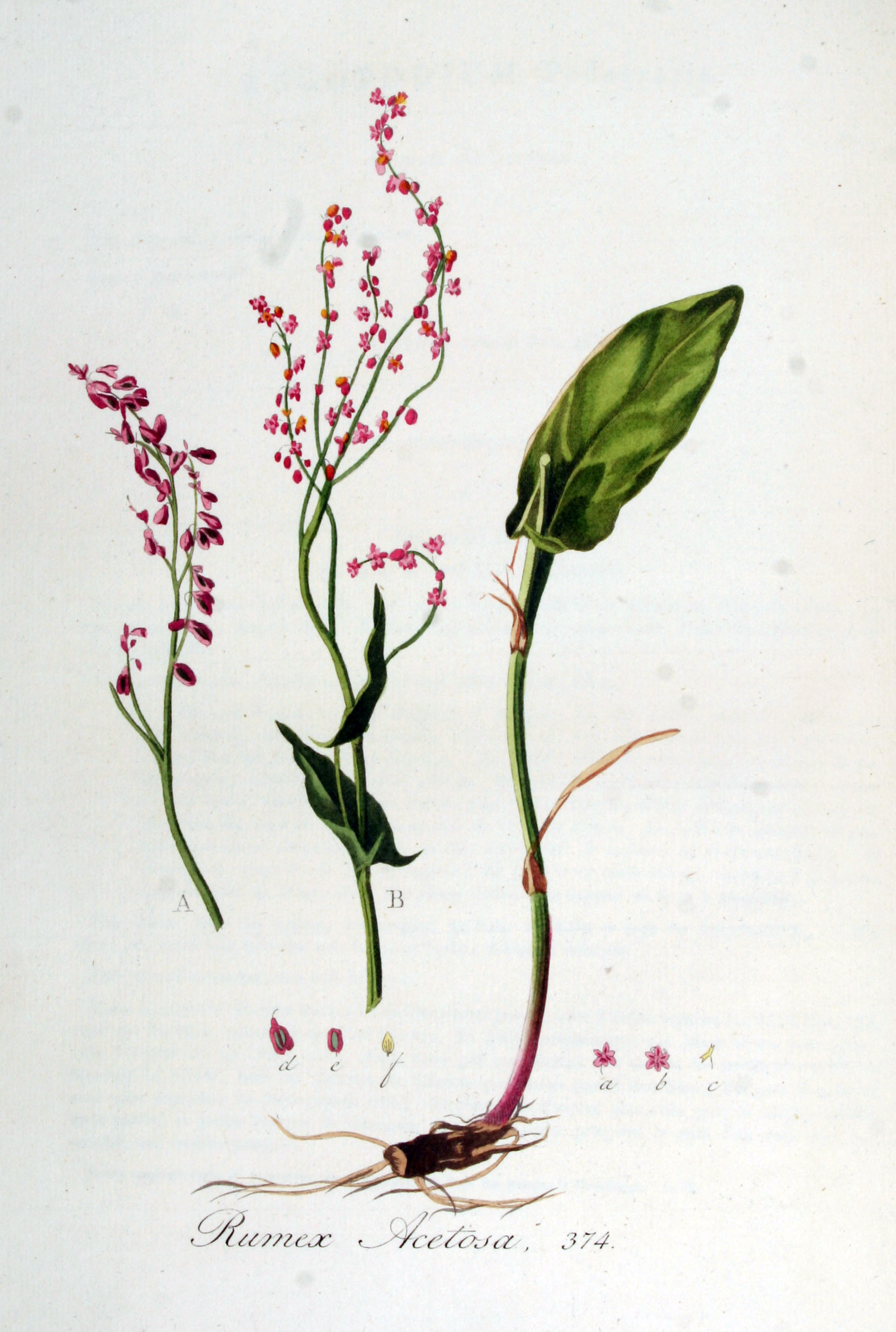
Ilustración. Ilustrador: Christiaan Sepp. Autores: Jan Kops (1765–1849), Herman Christiaan van Hall. Flora Batava, Volumen 5 (1828)

Rumex acetosa es una planta del género Rumex,  nativa de Europa y cultivada en algunas zonas por sus hojas comestibles. Tiene una gran variedad de nombres comunes, entre ellos acedera común y vinagrera.

## Hábitat
Es nativa de Europa, aunque puede aparecer en cualquier tipo de suelo, crece en terrenos ricos en hierro, en terrenos húmedos de bosques y en zonas umbrías cercanas a cursos de agua. Aparece como una especie introducida en partes de Nueva Zelanda, Australia y América del Norte. Puede crecer en suelos pobres.

## Características

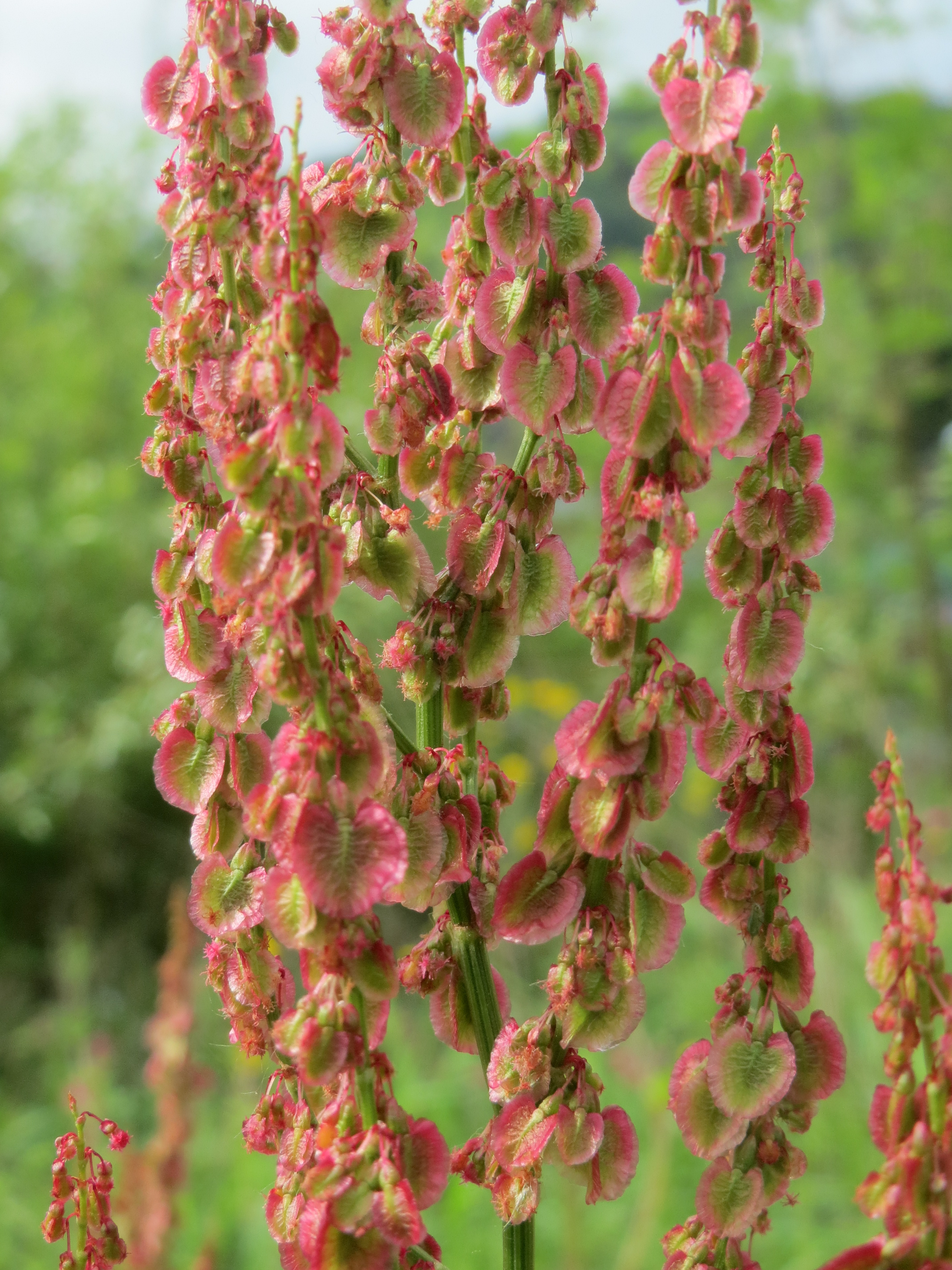
Rumex acetosa

El tallo de esta planta es erecto, simple y estriado que puede llegar a crecer hasta un metro de altura, suele tener un color rojizo en la base. Las raíces son perennes algo leñosas que crecen profundamente en los suelos húmedos. Las hojas son lanceoladas, carnosas, comestibles, con sabor agrio, las inferiores están sujetas por un delgado peciolo que se va reduciendo en las más altas hasta desaparecer en las superiores. Las flores son dioicas y aparecen en la parte superior del tallo formando ramilletes de flores de color verde-rojizo que al madurar se vuelven de color púrpura. 
Los frutos son aquenos tetraédricos con bordes afilados, protegidos por una envoltura membranosa (“válvulas” fusionadas y en forma de media luna formada por los tépalos).
La cepa es poco tuberosa de la que salen abundantes raíces delgadas. La planta tiene dos sexos: macho y hembra. Las semillas maduras son brillantes y de color marrón.
Se cría en los prados y lugares herbosos, en las vegas y las orillas de los ríos.

## Posible confusión con otras plantas
Al comienzo de la primavera, las hojas jóvenes y auriculadas de la acedera silvestre se parecen mucho a las del aro (Arum maculatum) que emerge del suelo en la misma época. Ambas especies tienen aurículas puntiagudas (paralelas al pecíolo en la acedera, extendidas horizontalmente en la acedera) lo que da a sus hojas la forma de una alabarda. Si bien la acedera silvestre es comestible, el aro es tóxica. Las hojas del aro alcanzan más de 15 cm de longitud, tienen el envés nacarado y están cubiertas de venas salientes blanquecinas (son características las que recorren el margen), mientras que las de la acedera miden entre 5 cm y 10 cm como máximo y tienen el envés mate.

## Cultivo
Es una planta fácil de cultivar, en los huertos suele recolectarse en los meses de primavera. 

## Usos

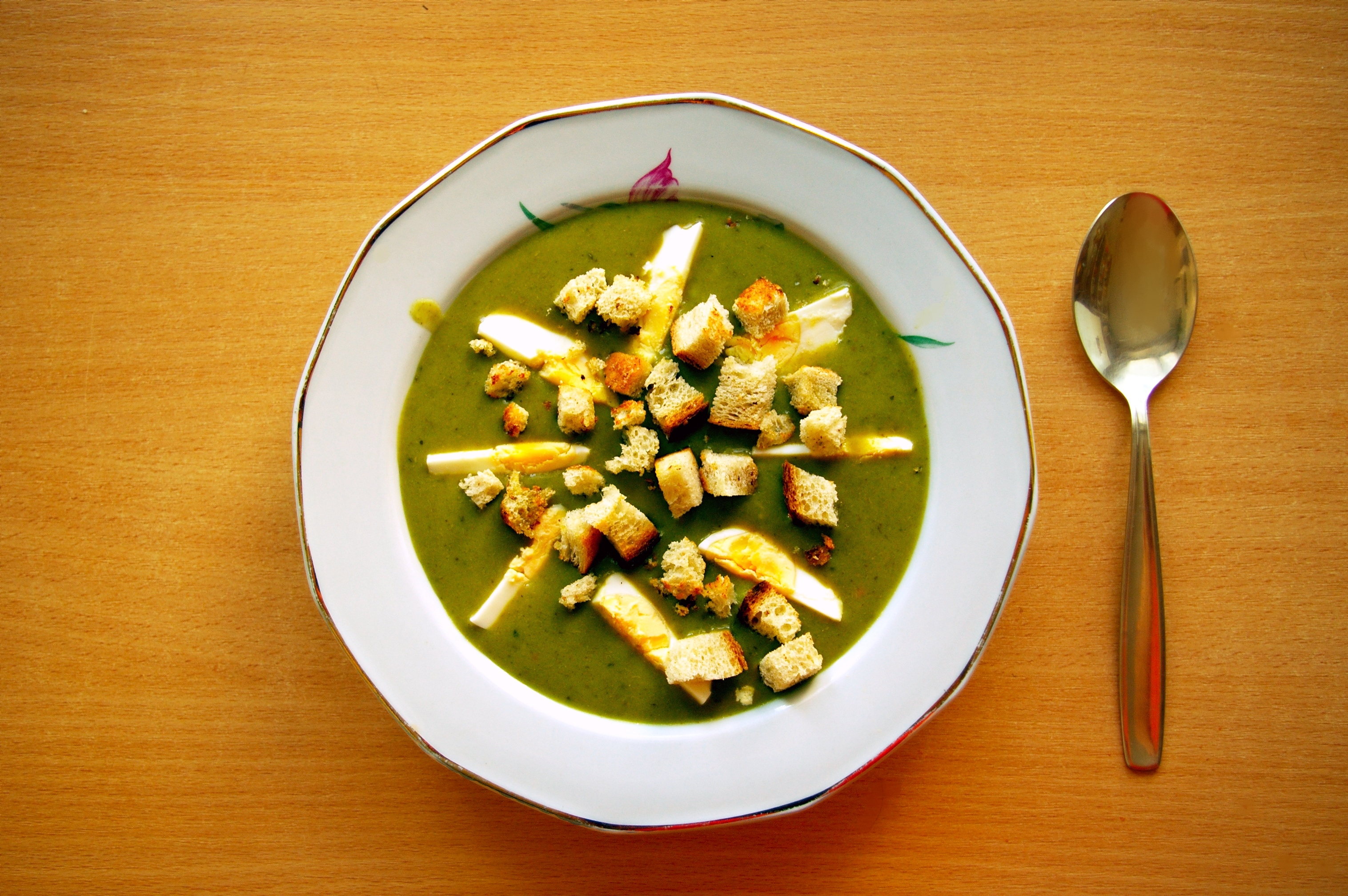
Sopa de acedera con huevo y picatostes, parte de la cocina polaca

Su empleo en ensaladas tiene un sabor muy peculiar, se emplea como condimento en la preparación de diversos platos. También se toma cocida; la sopa de acedera es un clásico en varios países europeos. 
La acedera se considera aperitiva y diurética, en la antigüedad se le atribuyó la cualidad de purificar la sangre. Debido a su alto contenido en Vitamina C se considera antiescorbútica. En las picaduras de insectos parece calmar el dolor de las picaduras de avispas y abejas mediante frotamiento de la zona afectada con unas hojas majadas.
La acedera común se ha cultivado durante siglos. Las hojas son comestibles cuando son jóvenes pero se endurecen con la edad. La planta tiene un distintivo sabor agrio y fuerte. Contiene ácido oxálico, que puede ser venenoso en grandes cantidades.
En la India, las hojas se utilizan en sopas o curry elaborados con lentejas amarillas y cacahuetes. En Afganistán, las hojas se rebozan en una masa húmeda y se fríen, luego se sirven como aperitivo o, si es temporada durante el Ramadán, para romper el ayuno. En Armenia, las hojas se recolectan en primavera, se tejen en trenzas y se secan para usarlas durante el invierno. La preparación más común es la sopa de aveluk, donde las hojas se rehidratan y enjuagan para reducir el amargor, luego se guisan con cebollas, papas, nueces, ajo y trigo bulgur o lentejas y, a veces, ciruelas ácidas.
A lo largo de Europa oriental, la acedera silvestre o de jardín se utiliza para hacer sopas ácidas, guisadas con verduras o hierbas, carne o huevos. En la Grecia rural, se usa con espinacas, puerros y acelga en spanakopita. En Albania, las hojas se cuecen a fuego lento y se sirven frías marinadas en aceite de oliva, o como ingrediente para rellenar tartas byrek (byrek me lakra).
El "Escalope de saumon à l'oseille" (el salmón en salsa de acedera), inventado en 1962 por los hermanos Troisgros, es un plato emblemático de la nouvelle cuisine francesa. La cocina francesa cocina tradicionalmente el pescado con acedera porque su acidez disuelve las finas espinas de pescado.
En el Caribe, la flor de rosella comúnmente convertida en bebidas dulces se conoce como "acedera", pero esta planta de África occidental es en realidad una forma de hibisco no relacionada con la hierba acedera euroasiática.

## Propiedades
La acidez de la acedera se debe al bioxalato de potasio (5 a 9 %) el cual es también responsable de sus virtudes medicinales. Contiene además vitamina C (80 mg/100 g], quercitrina y vitexina y derivados antraquinónicos como la emodina y taninos.

## Historia
Ya en la antigüedad, los egipcios, griegos y romanos utilizaban  acedera para eliminar el exceso de grasas en sus banquetes. En Egipto se cultivaba a gran escala como un cultivo importante. En la Edad Media, la acedera (conocida en latín como acetosa ) fue ampliamente utilizada, especialmente en las Islas Británicas. Se le atribuía un efecto antipirético. Además, la acedera ya era conocida por los marinos de la Edad Media como remedio contra el escorbuto.

## Taxonomía
Rumex acetosa fue descrita por   Carlos Linneo  y publicado en Species Plantarum 1: 337-338. 1753.
Etimología
Ver: Rumex
El nombre fue usado por Plinio el Viejo, y deriva probablemente de rumiar (chupar), aludiendo a la práctica entre los romanos de chupar las hojas para aliviar la sed.
acetosa: epíteto latíno que significa "con hojas ácidas", por su sabor.
Variedades
- Rumex acetosa subsp. acetosa L.
- Rumex acetosa subsp. alpestris (Jacq.) A.Löve
- Rumex acetosa subsp. ambiguus (Gren.) A.Love
- Rumex acetosa subsp. arifolius (All.) Blytt & O.Dahl
- Rumex acetosa subsp. lapponicus Hiitonen
- Rumex acetosa subsp. pseudoxyria Tolm.
- Rumex acetosa subsp. thyrsiflorus (Fingerh.) Hayek[17]

Sinonimia
- Acetosa pratensis Mill.
- Lapathum acetosa (L.) Scop.
- Lapathum pratense Lam.
- Rumex acetosa subsp. biformis (Lange) Castrov. & Valdés Berm.
- Rumex acetosa subsp. planellae (Pau & Merino) Muñoz Garm. & Pedrol
- Rumex acetosa var. pratensis (Mill.) Wallr.
- Rumex biformis Lange
- Rumex ceretanicus Sennen
- Rumex hastifolius Sennen
- Rumex intermedius var. incanus Merino
- Rumex intermedius var. pilosus Merino
- Rumex intermedius var. platyphyllos Sennen & Pau
- Rumex planellae Pau & Merino in Merino
- Rumex platyphyllos (Sennen & Pau) Sennen
- Rumex pratensis Dulac
- Rumex rechingeri Sennen
- Rumex salae Sennen[18]

## Nombres comunes
Aceas, aceda, acedera, acedera comestible, acedera común, acedera con hoja de romaza, acedera de lagarto, acedera de prado, acedera de sapo, acedera de secano, acederas, acederas coyundas, acedera silvestre, acederilla, acedilla, acedra de pico de pájaro, acelga, aceras, acerilla, acerón, acerones, acetabla, achitabla, acicera, acidera, acitabla, adera, agrietas, agriguella, agrilla, agrillas, agrillo, alazán, almorraza, alcalamines, ancera, arcera, arcerón, atrancón, azadera, azaderas, azedera, benjaminas, calamines, carbaza, fontana, hierba salada, oreja de buey, piallo, piayo, respigo, romaza, romaza medicinal, tallo, tallos, tarja, táñaro, tárgaros, tárrago, vinagrera, vinagreras, vinagretas.

## Ecología y problemas en la agricultura

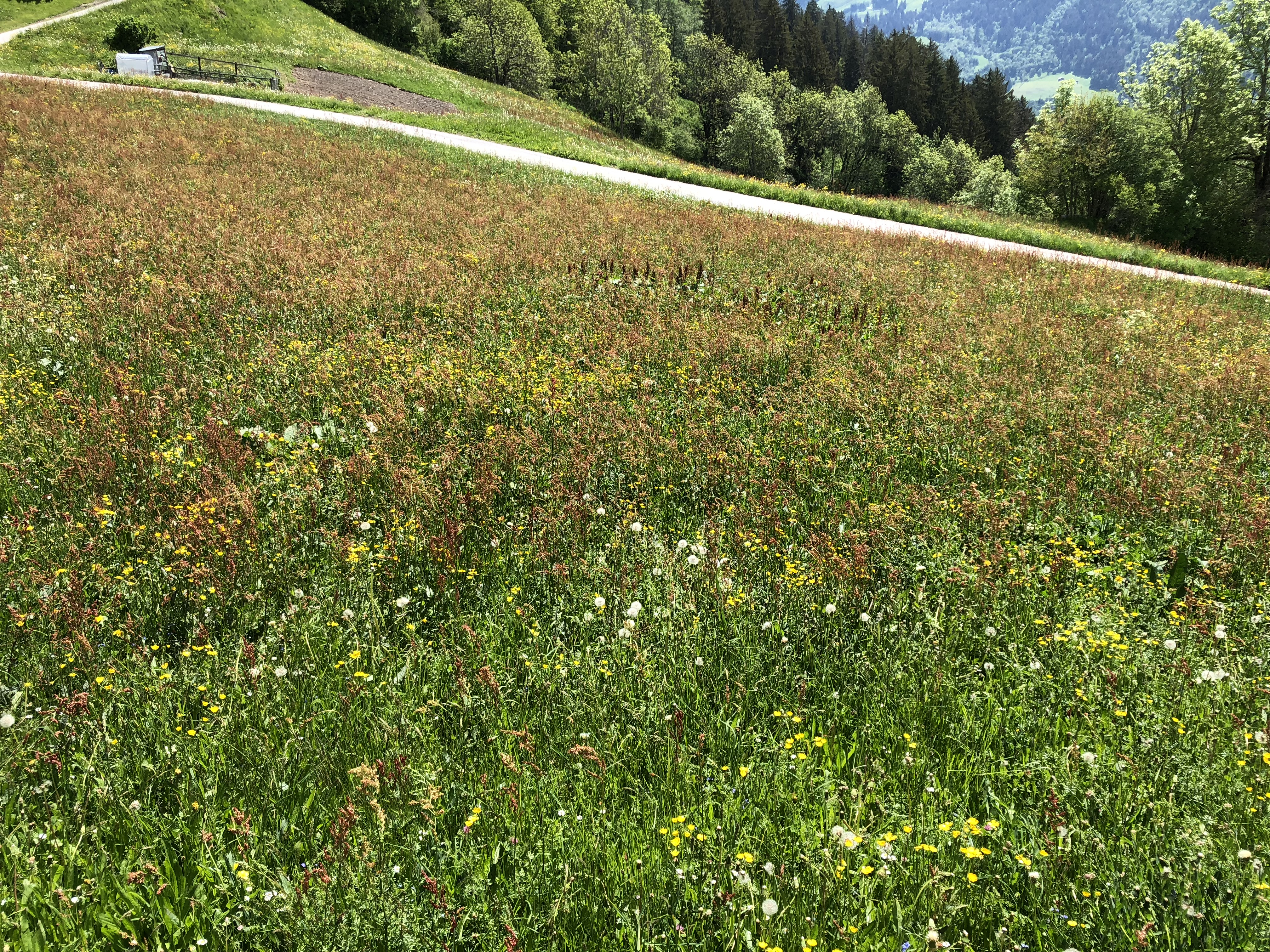
Pradera cubierta de acedera de los prados.

En la agricultura intensiva de praderas, la acedera es un problema porque sus semillas no sólo sobreviven varios años en el suelo, sino que también permanecen germinables en el estiércol líquido. Como resultado, puede propagarse en masa en lugares favorables y desplazar a las gramíneas forrajeras. Su control plantea un gran problema, ya que sus raíces almacén, de hasta 1,5 metros de profundidad, siguen siendo capaces de regenerarse incluso en secciones pequeñas y formar nuevas plantas.
Se considera una planta indicadora para praderas abonadas principalmente con estiércol líquido. Aquí es indeseable porque es difícil de conservar en ensilado o heno y es evitada por el ganado.
La acedera de los prados es una planta perenne, semirrosetaria, de color verde casi siempre invernal. La propagación vegetativa tiene lugar sobre todo tras la lesión de los brotes de raíz.
Desde el punto de vista de la ecología floral, la acedera de los prados florece con el viento y pertenece al «tipo de estaminadas largas». El número cromosómico es de 2n = 14 en las hembras, 2n = 15 en los machos. Las plantas hembras tienen 2 cromosomas X, los machos 1 X y 2 Y. Hay una elevada producción de polen; se producen 30.000 granos de polen por estambre y 300 millones por inflorescencia. Las valvas, junto con un callo aéreo y la formación de alas, sirven como órgano de dispersión. La dispersión se produce por el viento y como especie acuática, así como la dispersión accidental por ungulados y la dispersión flotante. La maduración del fruto es de junio a agosto. Las semillas, de larga vida, son germinadoras ligeras.
La acedera de los prados es una planta alimenticia para las orugas de la Violeta verde anfibia, la Violeta verde alpina de la Luciérnaga violeta, la Luciérnaga marrón, la Luciérnaga pequeña y la Mariposa Ducat.
Los hongos de la roya Puccinia phragmitis var. phragmitis, Uromyces acetosae, Puccinia acetosae y Uromyces rumicis aparecen en las hojas de la acedera de los prados. El hongo Peronospora rumicis también parasita a Rumex acetosa con frecuencia.

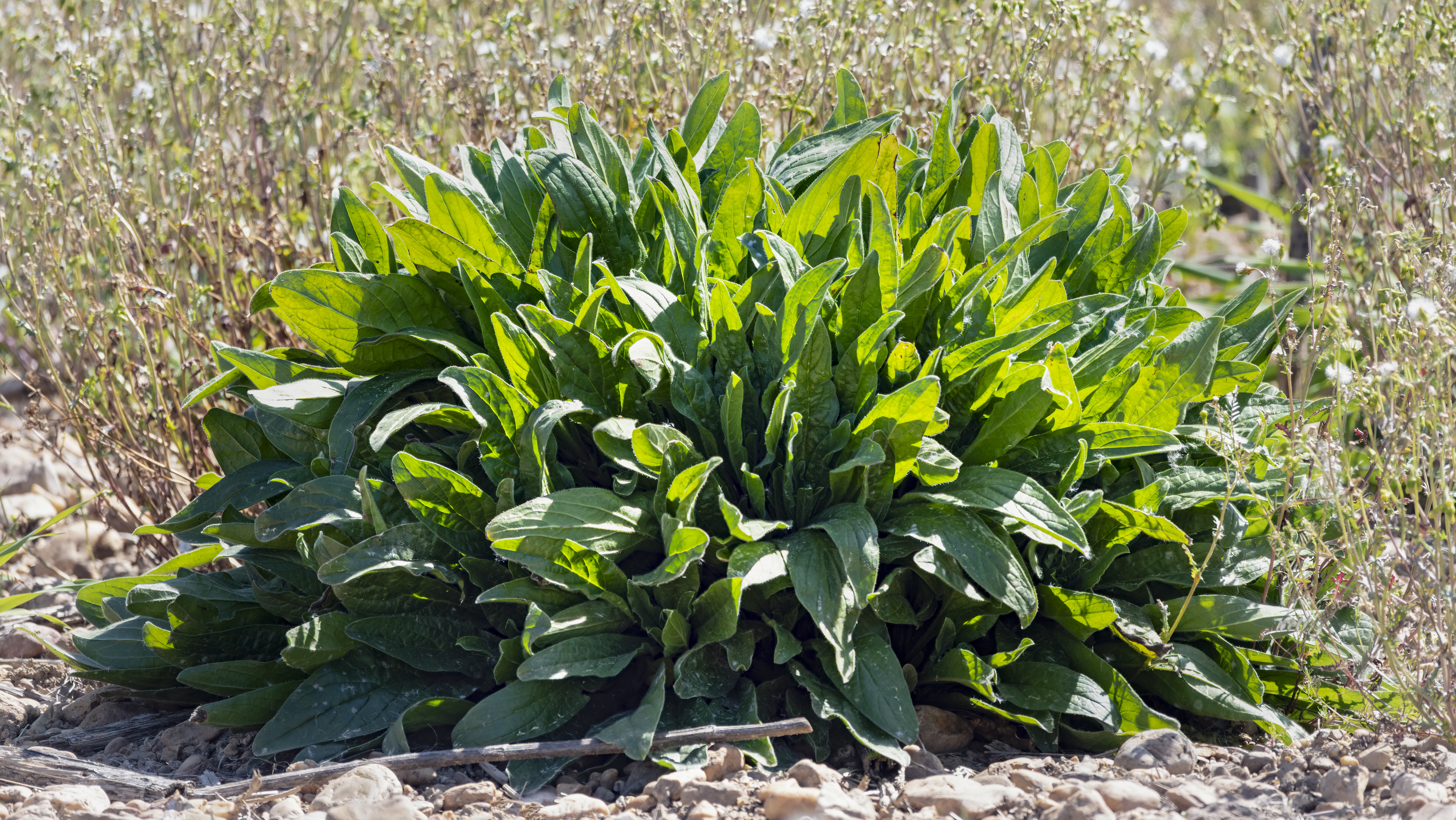
Sorrel-cultivar.

## Como planta y maleza acompañante en prados
En Europa, es muy común en praderas permanentes o de larga duración en suelos neutros a ácidos y generalmente se considera molesta Es una maleza de cultivos en general (hablamos de planta adaptada a cultivos de invierno). Se la suele temer que aparezca tras dar la vuelta a un prado.

## Carácter bioindicador
Es una planta indicadora de un suelo con un pH ligeramente ácido (~6,5). Es también uno de los raros indicadores de suelos en equilibrio (junto con la hierba gallinera (Stellaria media), el Llantén menor (Plantago lanceolata) y la lucerna de Arabia (Medicago arabica).